# Периэки
Периэки, также периеки (др.-греч. περί «вокруг» + др.-греч. οἶκος «дом, жилище» = «живущие вокруг») — члены одной из групп лично свободного населения Лаконии и Мессении в ту эпоху, когда на этих территориях существовало древнегреческое государство Лакедемон (иначе Спарта). Населяли в основном побережье и предгорные районы. В отличие от других групп, могли свободно передвигаться и посещать другие города без специального разрешения, а также заниматься любыми видами профессиональной деятельности.

## Термин
Слово «периэки» довольно распространено у древнегреческих авторов, но обычно оно употребляется в простейшем топографическом смысле — для обозначения людей, проживающих на периферии, на удалении от какого-то центра. Как обозначение особой социальной категории этот термин в древних текстах встречается редко — чаще всего применительно как раз к спартанским периэкам. Из других примеров подобного рода можно назвать упоминание Аристотелем «критских периэков», но здесь речь идет о социальной категории, обладавшей принципиально иным статусом: «критские периэки» Аристотеля по своему положению близки спартанским илотам, но не спартанским периэкам.
Поскольку ни архаические, ни классические надписи из Лаконии и Мессении не упоминают периэков, невозможно сказать с уверенностью, являлся ли этот термин в самой Спарте официальным обозначением данной социальной категории.

## Происхождение
Традиционно принято полагать, что после вторжения дорийцев, ахейцы, населявшие долины, стали илотами, а жившие в горах — периэками. Существует и другая точка зрения, согласно которой поселения периэков являются своего рода колониями Спарты, по аналогии с колониями Рима.

## Статус
Периэки находились под сюзеренитетом Спарты, но не являлись её гражданами и не могли участвовать в принятии политических решений. Статус их поселений был двойственен. С одной стороны, периэкские города были безусловно подчинены Спарте, с другой же являлись её военными союзниками. Возможно, начало такому положению было положено ещё во время завоевания Лаконии дорийцами, когда отношения с завоёванным населением зачастую строились на договорных началах. Свою роль тут, видимо, сыграло и стратегическое положение периэкских городов, являющихся военными форпостами Спарты.
Безусловной повинностью периэкских городов было поставка солдат для спартанской армии. В битве при Платеях в спартанский отряд входило 5000 гоплитов-периэков, столько же, сколько и спартиатов. В период же Пелопонесской войны, когда численность полноправных граждан Спарты стала сокращаться, периэки стали составлять основу спартанской армии.
В экономическом отношении периэки пользовались полной свободой, за исключением взимания налогов спартанцы не вмешивались в их дела.